# Gammanema kosswigi
Gammanema kosswigi is een rondwormensoort uit de familie van de Selachinematidae. De wetenschappelijke naam van de soort is voor het eerst geldig gepubliceerd in 1964 door Gerlach.